# Hafiz Faizal
Hafiz Faizal (* 23. September 1994 in Jakarta) ist ein indonesischer Badmintonspieler. 

## Karriere
Hafiz Faizal wurde bei der Badminton-Juniorenweltmeisterschaft 2011 sowohl im Mixed als auch im Herrendoppel Neunter. 2011 stand er ebenfalls im Halbfinale der Malaysia International. 2012 konnte er in das Finale der Dutch Juniors vordringen und gewann mit dem Sieg im Mixed bei den Vietnam International sein erstes bedeutendes internationales Turnier. Im gleichen Jahr siegte er auch bei den Tangkas Juniors im Herrendoppel gemeinsam mit Putra Eka Rhoma.